# Ким, Александр Иванович
Александр Иванович Ким (22 октября 1928 года, деревня Крепость, Сучанский район, Дальневосточный край) — звеньевой колхоза имени Свердлова Верхне-Чирчикского района Ташкентской области, Узбекская ССР. Герой Социалистического Труда (1951).

## Биография
Родился в 1928 году в крестьянской корейской семье в деревне Крепость Сучанского района (сегодня — Партизанский район).
В 1937 году вместе с родителями депортирован в Ташкентскую область. В 1940 году окончил пять классов средней школы. С 1941 года — рядовой колхозник, звеньевой в колхозе имени Свердлова Верхне-Чирчикского района.
В 1950 году звено Александра Кима получило в среднем по 87 центнеров зеленцового стебля кенафа с каждого гектара на площади 7,6 гектара. Указом Президиума Верховного Совета СССР от 17 июля 1951 года удостоен звания Героя Социалистического Труда с вручением ордена Ленина и золотой медали «Серп и Молот».
Трудился в этом колхозе имени Свердлова до 1956 года. Потом работал в колхозе имени Карла Маркса Верхне-Чирчикского района (1960—1974), колхозе имени Ахунбабаева Коммунистического района (1975—1982), колхозе «Правда» Коммунистического района (1985—1986), колхозе «Кзыл-Ту» Бостанлыкского района (1987—1988).